# Trilepisium madagascariense
Trilepisium madagascariense là một loài thực vật có hoa trong họ Moraceae. Loài này được DC. miêu tả khoa học đầu tiên năm 1825.